# Breteuil, Oise
Breteuil är en kommun i departementet Oise i regionen Hauts-de-France i norra Frankrike. Kommunen ligger i kantonen Breteuil som tillhör arrondissementet Clermont. År 2022 hade Breteuil 4 189 invånare.

## Befolkningsutveckling
Antalet invånare i kommunen Breteuil
| Referens: INSEE |